# J. Walter Thompson
J. Walter Thompson, även kallat JWT Worldwide, var ett av världens största och äldsta reklambyrånätverk, grundat 1864. År 2018 slogs det ihop med nätverket Wunderman för att bilda Wunderman Thompson.

## Historik
Byrån har sitt ursprung i Carlton & Smith som grundades 1864, en av USA:s första reklambyråer. Den leddes av William James Carlton som år 1868 anställde James Walter Thompson. Thompson köpte verksamheten 1877 och döpte den efter honom själv.
År 1899 öppnades ett kontor i London. Under de följande åren skulle JWT öppna kontor i ett stort antal länder. JWT var världens största reklambyrånätverk fram till 1979 när förstaplatsen intogs av Young & Rubicam.
År 1987 köptes företaget av WPP plc.
I november 2018 meddelade WPP att J. Walter Thompson skulle slås ihop med systerbyrån Wunderman för att bilda Wunderman Thompson.

## Internationell verksamhet

### Sverige
J. Walter Thompson har i olika omgångar haft verksamhet i Sverige. Det första kontoret i Stockholm startades år 1928. Det såldes till den svenska ledningen år 1934 och blev den framgångsrika fristående byrån Tessab.
JWT återkom till Stockholm år 1969 med J. Walter Thompson Company AB. År 1995 köptes reklambyrån Liberg & Co i Malmö som slogs ihop med JWT:s dåvarande verksamhet i Stockholm för att vilda Liberg Thompson. Denna slogs år 2001 ihop med JWT:s danska byrå för att bilda JWT Oresund.
År 2003 inleddes ett samarbete med byrån Thörn & Täckenström som avslutades vid utgången av 2004. År 2005 startades en ny byrå, JWT Stockholm, med Jacob de Geer som vd och Olle Nordell som ledare. År 2008 köptes JWT Stockholm av SWE Reklambyrå.